# Depositum
Et depositum er en sum penge, der holdes under administration enten som en indledende delbetaling i en købsproces (bruges ofte til at forhindre sælger i at sælge en vare til en anden i en aftalt periode, mens køberen verificerer egnetheden af genstanden eller sørger for finansiering), også kendt som en håndpenge, eller i øvrigt i forbindelse med en lejeaftale for at sikre ejendomsejeren mod lejerens misligholdelse og for udgifter til reparation i forbindelse med eventuelle skader udtrykkeligt angivet i lejekontrakten, og som faktisk skete.
Depositummet skal sikre udlejers rettigheder og eventuelle krav på reparationer, når boligen fraflyttes af lejer. Ifølge lejelovens paragraf 34 stk. 1, kan udlejer i forbindelse med lejeforhold, der omhandler lejligheder og værelser, opkræve et beløb, der svarer til tre måneders husleje.